# Rocky Marciano
Rocco Francis Marchegiano (Brockton, Massachusetts, 1 de septiembre de 1923-Newton, Iowa, 31 de agosto de 1969), más conocido por su nombre de ring Rocky Marciano, fue un boxeador estadounidense de origen italiano que se retiró invicto, siendo el único campeón de boxeo de los pesos pesados que no conoció la derrota en su carrera y defendió en seis ocasiones el título, contra Jersey Joe Walcott, Roland La Starza, Ezzard Charles (dos ocasiones), Don Cockell y Archie Moore. También se mantuvo invicto en su época de boxeador en el ejército (1944-1946). Marciano tiene un impresionante registro de 43 nocauts, equivalente al 87,76 %, de sus peleas, pese a su estilo de boxeo algo heterodoxo, como «agazapado».
Fue campeón mundial de la categoría de los pesos pesados de boxeo en el periodo que transcurrió desde el 23 de septiembre de 1952 (cuando conquistó el título frente a Jersey Joe Walcott) hasta el 30 de noviembre de 1956, día en el que, con casi 33 años, anunció su retirada después de defender el título en seis ocasiones. Su altura era de 180'3 cm (5 pies 11 pulgadas), y su peso de 82-88 kg (176-193 lb). La International Boxing Research Organization (IBRO) lo ha clasificado entre los 10 mejores pesos pesados de la historia.

## Primeros años
Marciano nació y creció en el lado sur de Brockton, Massachusetts, siendo sus padres Pierino Marchegiano y Pasqualina Picciuto, ambos inmigrantes de Italia. Su padre originario de Ripa Teatina, Abruzzo, mientras que su madre era de San Bartolomeo en Galdo, Campania. Rocky tuvo dos hermanos, Peter y Louis, y tres hermanas, Alice, Concetta y Elizabeth. A los 8 meses de nacido, tuvo neumonía y estuvo muy cerca de morir.
En su juventud, jugó al béisbol con su hermano Sonny y David Rooslet (un vecino amigo de Marciano), trabajó fabricando equipamiento para gimnasios (más tarde Marciano también sería cliente de Charles Atlas)  y utilizaba como saco de pesas una bolsa de correo rellena que colgaba de un árbol de su patio trasero. Acudió a Brockton High School, donde jugó con los equipos de béisbol y de fútbol americano. Abandonó la escuela al terminar el décimo grado. Marciano trabajó descargando camiones para la Brockton Ice and Coal Company, y también trabajó en las excavadoras, en el ferrocarril y como zapatero. Rocky era residente en Hanson, Massachusetts; la casa donde vivió aún se conserva en Main Street.
En marzo de 1943, Marciano fue reclutado por la armada estadounidense por un período de dos años. Estuvo acuartelado en Swansea, Gales, ayudó a transportar suministros a través del Canal del Canal de la Mancha hacia Normandía. Al terminar la guerra, completó su servicio en marzo de 1946 en Fort Lewis, Washington.

## Carrera de aficionado
Comenzó con el boxeo en el Ejército de los Estados Unidos en 1944 y luchó una vez bajo el nombre de Rocky Mack para preservar su condición de aficionado. En sus inicios, el boxeo no parece ser su deporte, y lo deja para probar suerte en el béisbol. Curiosamente, carecía de fuerza para lanzar la pelota.
El récord de Marciano como boxeador amateur fue de 9-4. Mientras Marciano esperaba a licenciarse representó al ejército, ganando en 1946 el Amateur Armed Forces boxing tournament (Torneo aficionado del Ejército). Su carrera como aficionado se interrumpió brevemente el 17 de marzo de 1947, cuando Marciano subió al ring como boxeador profesional  en el Valley Arena Gardens de Holyoke, Massachusetts, con el nombre de "Rocky Mackianno of Westover Field". Esa noche, noqueó al púgil local Lee Epperson en tres asaltos. En un movimiento inusual, Marciano regresó a las filas amateur y peleó por Golden Gloves All-East Championship Tournament (Campeonato de los guantes de oro del este) en marzo de 1948. Fue derrotado por Coley Wallace. Continuó peleando como aficionado hasta la primavera y compitió en las pruebas olímpicas de la Amateur Athletic Union en Boston Garden. Allí noqueó a George McInnis, pero se lesionó las manos durante lel combate y vio obligado a abandonar el torneo. Esa fue su última pelea como amateur.
Más tarde, en marzo de 1947, Marciano y varios amigos viajaron a Fayetteville, Carolina del Norte, para probar con los Fayetteville Cubs, un equipo de béisbol filial del Chicago Cubs. Marciano duró tres semanas antes de ser eliminado. Tras fracasar en su intento de encontrar un  puesto en otro equipo, regresó a Brockton y empezó a entrenar como boxeador con su viejo amigo, Allie Colombro. Al Weill y Chick Wergeles fueron sus manágers y Charly Goldman su entrenador y maestro.

## Carrera profesional
Aunque tuvo un combate profesional contra Lee Epperson en su historial (el 17 de marzo de 1947), Marciano comenzó a pelear de forma permanente como boxeador profesional el 12 de julio de 1948. Esa noche se anotó una victoria sobre Harry Bilizarian (3-6-0). Ganó sus primeras dieciséis peleas por nocaut, todas antes del quinto asalto y nueve antes de terminar el primero. Don Mogard (17-9-1) fue el primer boxeador que le aguantó la distancia (10 asaltos completos programados) con "The Rock" (La Roca), pero Marciano ganó por decisión unánime.
Al principio de su carrera, cambió la grafía de su apellido, "Marchegiano". El presentador del cuadrilátero de Providence, Rhode Island, no podía pronunciarlo, por lo que el representante de Marciano, Al Weill, sugirió que crearan un seudónimo. La primera sugerencia fue Rocky Mack, que Marciano rechazó y se decidió por "Marciano", que sonaba más italiano, con la pronunciación italiana de "Marchano".
Marciano ganó tres peleas más por nocaut y luego se enfrentó a Ted Lowry (58-48-9). Marciano mantuvo viva su racha de victorias, derrotando a Lowry por decisión unánime. Luego siguieron otras cuatro victorias por nocauts, incluyendo un combate a cinco asaltos el 19 de diciembre de 1949, contra Phil Moscato (56-20-0), un experimentado peso pesado de Buffalo, Nueva York, fue el primer "luchador de nombre" al que se enfrentó Marciano. Tres semanas después de esa pelea, Marciano peleó contra Carmine Vingo (16-1-0) Y, en el minuto 1:46 del sexto asalto, Marciano noqueó a Vingo con un uppercut de derecha que casi mata a Vingo.
El 24 de marzo de 1950, Marciano peleó contra Roland La Starza, ganando por decisión dividida. Es posible que La Starza haya estado más cerca que ningún otro boxeador en derrotar a Marciano como profesional. La puntuación del combate fue 5-4, 4-5 y 5-5. Marciano ganó gracias a un sistema de puntos suplementario utilizado por Nueva York y Massachusetts en aquella época. El sistema de puntuación no concedía un punto extra por derribo y Marciano anotó un derribo en el combate. El árbitro Watson decidió el combate, marcándolo para Marciano. Ambos boxeadores estaban invictos antes del combate, con un récord de 37-0 para La Starza.
Marciano logró otros tres nocauts consecutivos antes de la revancha con Lowry (61-56-10), en la que Marciano volvió a ganar por decisión unánime. Después de eso, anotó cuatro nocauts más y, tras una decisión sobre Red Applegate (11-14-2) a finales de abril de 1951, fue exhibido en la televisión nacional por primera vez, noqueando a Rex Layne (34-1-2) en seis asaltos el 12 de julio de 1951.
El 27 de octubre de 1951, Marciano, de 28 años, se enfrentó a Joe Louis, de 37 años. Al comienzo del combate, Marciano iba perdiendo por 6½ a 5. Marciano derrotó a Louis en el último combate de su carrera. Marciano lloró después de dejar fuera de combate al héroe de su juventud, el anterior campeón mundial.
Después de cuatro combates más, incluyendo victorias sobre Lee Savold (96-37-3), de 35 años, y Harry Matthews (81-3-5), Marciano recibió una oportunidad por el título mundial.

### Peleas por el campeonato mundial de pesos pesados
Marciano de 29 años, peleó por el Campeonato Mundial de Pesos Pesados ante Jersey Joe Walcott de 38 años, en Filadelfia el 23 de septiembre de 1952. Walcott derribó a Marciano en el primer asalto, y parecía ganar la pelea con varios puntos a su favor en los primeros asaltos. Sin embargo, en el asalto número 13, con Walcott contra las cuerdas, ambos boxeadores arrojaron sus golpes de derecha. Marciano, llegando primero a destino, había ejecutado un potente gancho, y vio como Walcott caía sobre sus rodillas, con su brazo aún sujetándose a las cuerdas. Tras el inicio del conteo, Walcott se desplomó para dejar invicto al nuevo campeón de los pesos pesados. Al momento de detener la pelea, Walcott estaba arriba en las tarjetas de los jueces 8-4, 7-5 y 7-4.
Su primera defensa fue un año más tarde en una revancha contra Walcott, de 39 años, quien fue noqueado en el primer asalto.
El siguiente turno fue para Roland La Starza quién retó a Marciano. Después de obtener una pequeña ventaja en las tarjetas de puntuación de los jueces en la mitad de los asaltos, Marciano ganó la revancha con un nocaut técnico en el asalto número once.
Sus siguientes dos peleas consecutivas fueron contra el otrora campeón mundial de peso pesado, el legendario y brillante Ezzard Charles de 33 años, que igual que Walcott era superior a Marciano y con victorias sobre rivales importantes entre ellas una victoria sobre Joe Louis. Charles fue el único boxeador en terminar los 15 asaltos contra Marciano. No conforme, solicitó la revancha diciendo que iba "a pasar por encima" del campeón, y Rocco una vez más intentó "explicar" el porqué de su reinado, seguramente Charles lo entendió. La segunda la ganó por nocaut en el octavo asalto. Posteriormente Marciano conseguía el campeonato Británico y Europeo ante el campeón Don Cockell, cuando fue noqueado por Marciano en el noveno asalto.
Marciano tuvo su última pelea contra Archie Moore de 38 años el 21 de septiembre de 1955. La pelea estaba originalmente programada para el día 20 de septiembre, pero por la presencia de un huracán la pelea fue retrasada un día. Marciano fue derribado en el segundo asalto para recibir la cuenta de protección, pero se recuperó y retuvo su título al noquear a Moore en el noveno asalto.

### Retiro
Marciano anunció su retiro el 27 de abril de 1956, a la edad de 32 años. Finalizó su carrera con récord invicto de 49-0, 43 de ellas antes del límite, y ninguna derrota. Pasa a la historia como el único Campeón del Mundo de los Pesos pesados que se retira imbatido. La mayor virtud de Rocky Marciano fue su potencia de pegada, pero su capacidad de encaje no era menos sobresaliente, como curiosidad está el hecho de que en muchos combates, aunque siempre vencedor, acababa él con su rostro más maltratado que el derrotado.

## Muerte

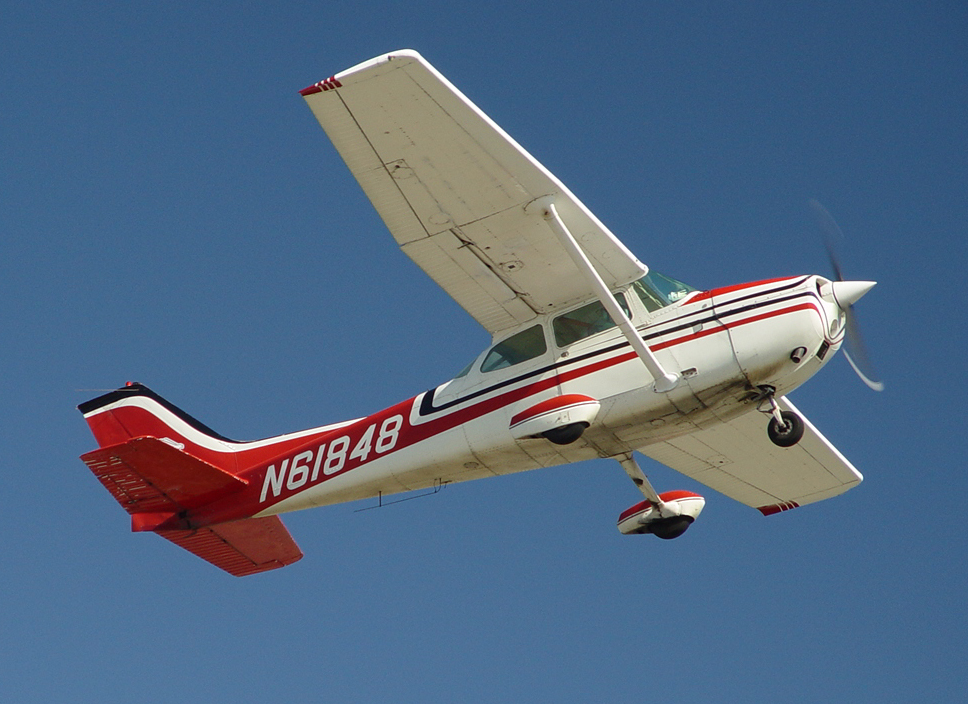
Un Cessna 172 similar al avión del accidente.

El 31 de agosto de 1969 (el día antes de cumplir 46 años), Marciano era un pasajero en un pequeño avión privado, un Cessna 172 que se dirigía a Des Moines, Iowa. Era de noche y había llegado el mal tiempo. El piloto, Glenn Belz, tenía 231 horas en total de tiempo de vuelo, 35 de ellas por la noche, y no tenía calificación para volar con instrumentos. Belz intentó aterrizar el avión en un pequeño aeródromo a las afueras de Newton, Iowa, pero el avión chocó contra un árbol a dos millas de la pista. Volando con Marciano en el asiento trasero estaba Frankie Farrell, de 28 años, el hijo mayor de Lew Farrell, un exboxeador que había conocido a Marciano desde su infancia. Marciano, Belz y Farrell murieron en el acto tras el impacto.
El informe de la Junta Nacional de Seguridad en el Transporte dijo: "El piloto intentó una operación que excede su nivel de experiencia y habilidad, continuó las reglas de vuelo visual bajo condiciones climáticas adversas y experimentó desorientación espacial en los últimos momentos del vuelo". Marciano se dirigía a dar un discurso para apoyar al hijo de su amigo y había una celebración sorpresa de cumpleaños esperándolo. Había esperado regresar temprano en la mañana para celebrar su 46 cumpleaños con su esposa. Él venía de una cena en Chicago en la casa del CEO de STP, Andy Granatelli.
Marciano está enterrado en una cripta en el cementerio Forest Lawn Memorial en Fort Lauderdale, Florida. Su esposa Barbara Marciano murió cinco años después a la edad de 46 años debido a un cáncer de pulmón, y está enterrada junto a él.

## Registro profesional
| 49 Ganadas (43 KOs), 0 Derrotas,0 Empates |        |                        |                       |                 |            |                                        | |
| Resultado                                 | Récord | Rival                  | Método                | Asalto - Tiempo | Fecha      | Localización                           | Título |
| G                                         | 1-0    | Lee Epperson           | KO                    | 3 (4), 0:42     | 17-03-1947 | Holyoke, EUA                           | Debut |
| G                                         | 2-0    | Harry Bilazarian       | TKO                   | 1,(4)           | 12-07-1948 | Auditorio de Rhode Island, EUA         | |
| G                                         | 3-0    | John Edwards           | KO                    | 1,(4),1:19      | 19-07-1948 | Auditorio de Rhode Island, EUA         | |
| G                                         | 4-0    | Bobby Quinn            | KO                    | 3,(4) 0:22      | 09-08-1948 | Auditorio de Rhode Island, EUA         | |
| G                                         | 5-0    | Eddie Ross             | KO                    | 1,(6) 1:03      | 23-08-1948 | Rhode Island, EUA                      | |
| G                                         | 6-0    | Jimmy Weeks            | TKO                   | 1,(6) 2:50      | 30-08-1948 | Rhode Island, EUA                      | |
| G                                         | 7-0    | Humphrey Jackson       | KO                    | 1,(6) 1:08      | 13-09-1948 | Rhode Island, EUA                      | |
| G                                         | 8-0    | Bill Hardeman          | KO                    | 1,(6)           | 20-09-1948 | Rhode Island, EUA                      | |
| G                                         | 9-0    | Gilbert Cardone        | KO                    | 1,(4) 0:36      | 30-09-1948 | Washington D. C., EUA                  | |
| G                                         | 10-0   | Bob Jefferson          | TKO                   | 2,(6) 2:30      | 04-10-1948 | Rhode Island, EUA                      | |
| G                                         | 11-0   | James Patrick Connolly | TKO                   | 1,(8) 0:57      | 29-11-1948 | Rhode Island, EUA                      | |
| G                                         | 12-0   | Gilley Ferron          | TKO                   | 2,(6) 2:21      | 14-12-1948 | Filadelfia, EUA                        | |
| G                                         | 13-0   | Johnny Pretzie         | TKO                   | 5,(10) 1:46     | 21-03-1949 | Rhode Island, EUA                      | |
| G                                         | 14-0   | Artie Donato           | KO                    | 1,(10) 0:33     | 28-03-1949 | Rhode Island, EUA                      | |
| G                                         | 15-0   | Jimmy Walls            | KO                    | 3,(10) 2:44     | 11-04-1949 | Rhode Island, EUA                      | |
| G                                         | 16-0   | Jimmy Evans            | TKO                   | 3,(10)          | 02-05-1949 | Rhode Island, EUA                      | |
| G                                         | 17-0   | Don Mogard             | UD                    | 10              | 23-05-1949 | Rhode Island, EUA                      | |
| G                                         | 18-0   | Harry Haft             | KO                    | 3,(10) 2:21     | 18-07-1949 | Rhode Island, EUA                      | |
| G                                         | 19-0   | Pete Louthis           | KO                    | 3,(10) 1:45     | 16-08-1949 | Nueva Bedford, EUA                     | |
| G                                         | 20-0   | Tommy DiGiorgio        | KO                    | 4,(10) 2:04     | 26-09-1949 | Rhode Island, EUA                      | |
| G                                         | 21-0   | Ted Lowry              | UD                    | 10              | 10-10-1949 | Rhode Island, EUA                      | |
| G                                         | 22-0   | Joe Dominic            | KO                    | 2(10) 2:26      | 07-11-1949 | Rhode Island, EUA                      | |
| G                                         | 23-0   | Pat Richards           | TKO                   | 2,(8) 0:39      | 02-12-1949 | Madison Square Garden, Nueva York, EUA | |
| G                                         | 24-0   | Phil Muscato           | TKO                   | 5,(10) 1:15     | 19-12-1949 | Rhode Island, EUA                      | |
| G                                         | 25-0   | Carmine Vingo          | KO                    | 6,(10) 1:46     | 30-12-1949 | Madison Square Garden,New York, EUA    | |
| G                                         | 26-0   | Roland LaStarza        | SD(Decisión dividida) | 15              | 24-03-1950 | Madison Square Garden,New York, EUA    | LaStarza fue el que más cerca estuvo de derrotar a marciano. Las tarjetas fueron: 5-5,4-5,5-4. hubiera terminado en empate, sin embargo a marciano le dieron un punto extra por tirar a LaStarza en el cuarto asalto. |
| G                                         | 27-0   | Eldridge Eatman        | TKO                   | 3,(10)          | 05-06-1950 | Rhode Island, EUA                      | |
| G                                         | 28-0   | Gino Buonvino          | TKO                   | 10,(10) 0:25    | 10-07-1950 | Boston, EUA                            | |
| G                                         | 29-0   | Johnny Shkor           | TKO                   | 6,(10) 1:28     | 18-09-1950 | Rhode Island, EUA                      | |
| G                                         | 30-0   | Ted Lowry              | UD                    | 10              | 13-11-1950 | Rhode Island, EUA                      | |
| G                                         | 31-0   | Bill Wilson            | TKO                   | 1(10),1:50      | 18-12-1950 | Rhode Island, EUA                      | |
| G                                         | 32-0   | Keene Simmons          | TKO                   | 8 (10), 2:54    | 29-01-1951 | Rhode Island, EUA                      | |
| G                                         | 33-0   | Harold Mitchell        | TKO                   | 2,(10) 2:45     | 20-03-1951 | Hartford, EUA                          | |
| G                                         | 34-0   | Art Henri              | TKO                   | 9,(10) 2:51     | 26-03-1951 | Rhode Island, EUA                      | |
| G                                         | 35-0   | Willis Applegate       | UD                    | 10              | 30-04-1951 | Rhode Island, EUA                      | |
| G                                         | 36-0   | Rex Layne              | KO                    | 6(10), 0:35     | 12-07-1951 | Madison Square Garden, Nueva York, EUA | Rex Layne era favorito a ganar en las apuestas |
| G                                         | 37-0   | Freddie Beshore        | KO                    | 4(10), 0:50     | 27-08-1951 | Boston Garden, Boston, EUA             | |
| G                                         | 38-0   | Joe Louis              | KO                    | 8(10)           | 26-10-1951 | Madison Square Garden, Nueva York, EUA | Lágrimas en el Madison |
| G                                         | 39-0   | Lee Savold             | TKO                   | 6(10)           | 13-02-1952 | Filadelfia, EUA                        | |
| G                                         | 40-0   | Gino Buonvino          | KO                    | 2(10),1:35      | 21-04-1952 | Rhode Island, EUA                      | |
| G                                         | 41-0   | Bernie Reynolds        | KO                    | 3(10),2:21      | 12-05-1952 | Rhode Island, EUA                      | |
| G                                         | 42-0   | Harry Matthews         | KO                    | 2(10),2:04      | 28-07-1952 | Bronx, EUA                             | Eliminatoria por el título mundial del Peso pesado |
| G                                         | 43-0   | Jersey Joe Walcott     | KO                    | 13(15),0:43     | 23-09-1952 | Filadelfia, EUA                        | Gana el título Mundial de la Asociación Nacional de Boxeo del Peso pesado |
| G                                         | 44-0   | Jersey Joe Walcott     | KO                    | 1(15), 2:25     | 15-05-1953 | Chicago, EUA                           | Retiene el título Mundial de la Asociación Nacional de Boxeo del Peso pesado |
| G                                         | 45-0   | Roland LaStarza        | KO                    | 11,(15)         | 24-09-1953 | Nueva York, EUA                        | Retiene el título Mundial de la Asociación Nacional de Boxeo del Peso pesado |
| G                                         | 46-0   | Ezzard Charles         | UD                    | 15              | 17-06-1954 | Bronx, EUA                             | Retiene el título Mundial de la Asociación Nacional de Boxeo del Peso pesado |
| G                                         | 47-0   | Ezzard Charles         | KO                    | 8(15),2:36      | 17-09-1954 | Bronx, EUA                             | Retiene el título Mundial de la Asociación Nacional de Boxeo del Peso pesado |
| G                                         | 48-0   | Don Cockell            | TKO                   | 9(15),0:54      | 16-05-1955 | San Francisco, EUA                     | Retiene el título Mundial de la Asociación Nacional de Boxeo del Peso pesado |
| G                                         | 49-0   | Archie Moore           | TKO                   | 9(15),1:19      | 21-09-1955 | Bronx, EUA                             | Retiene el título Mundial de la Asociación Nacional de Boxeo del Peso pesado |